# Barrio Yungay
El barrio Yungay es un barrio chileno ubicado en el sector norponiente de la comuna y ciudad de Santiago. Es un tradicional barrio residencial, que muestra características propias frente al avance de la modernidad que manifiestan otros barrios de la ciudad.
Se llama así debido a que se creó en honor a la victoria del Ejército de Chile en la batalla de Yungay (20 de enero de 1839) en la Guerra contra la Confederación Perú-Boliviana. Su hito principal es la plaza homónima, donde se encuentra el Monumento al Roto chileno, que es un homenaje al chileno del pueblo.
Sus calles límites son al norte San Pablo, al este, Ricardo Cumming al sur Alameda y al oeste Matucana. Un sector fue declarado Monumento Nacional por el Consejo de Monumentos Nacionales de Chile en la categoría Zona Típica, mediante decreto supremo n° 43 del 19 de febrero de 2009.

## Historia

### Orígenes y primer loteo
En la fundación de Santiago en 1541 Pedro de Valdivia entregó una chacra al capitán Diego García de Cáceres, situada entre el río Mapocho y la Cañada, el brazo sur del cauce que daría origen a la avenida Libertador General Bernardo O'Higgins. Estos terrenos, en la cual habían toda clase de cultivos, se extendían hacia el poniente de la nueva urbe, y era cruzado por caminos que seguían los del tramo fundacional de Santiago. A la muerte de García de Cáceres, los terrenos fueron heredados por su hija Isabel Osorio de Cáceres, quien casó con Ramiro Yáñez de Saravia, y las tierras quedaron en poder de sus descendientes por un largo período.
A comienzos del siglo xix el sector pertenecía a José Santiago Portales y Larraín, por lo que era conocido como el «llano o llanito de los Portales». El terreno, cuyos límites eran por el norte el camino a Valparaíso, por el oriente el callejón de Negrete, y por el sur la Alameda de la Cañada, tenía unas 350 hectáreas y contaba con plantaciones frutales, molinos y grandes casas en la calle San Pablo. En 1836, tras la muerte de José Santiago Portales y Larraín, sus descendientes comenzaron a vender de forma paulatina sus 16 hijuelas. El Estado adquirió las subdivisiones más al poniente del terreno para la creación de un campo de experimentación agrícola, la Quinta Normal de Agricultura, lo que contribuyó a que la expansión urbana de la ciudad creciera hacia ese sector.
Los empresarios Juan de la Cruz Sotomayor y Jacinto Cueto compraron en 1837 la hijuela correspondiente a Diego Portales, asesinado ese mismo año. En este terreno nació el barrio, y el loteo contempló sitios para la formación de una plaza y la construcción de la iglesia de San Saturnino. El decreto del presidente Joaquín Prieto, del 5 de abril de 1839, oficializó el nombre del barrio en honor al combate decisivo de la guerra contra la Confederación Perú-Boliviana, la batalla de Yungay.

### Crecimiento

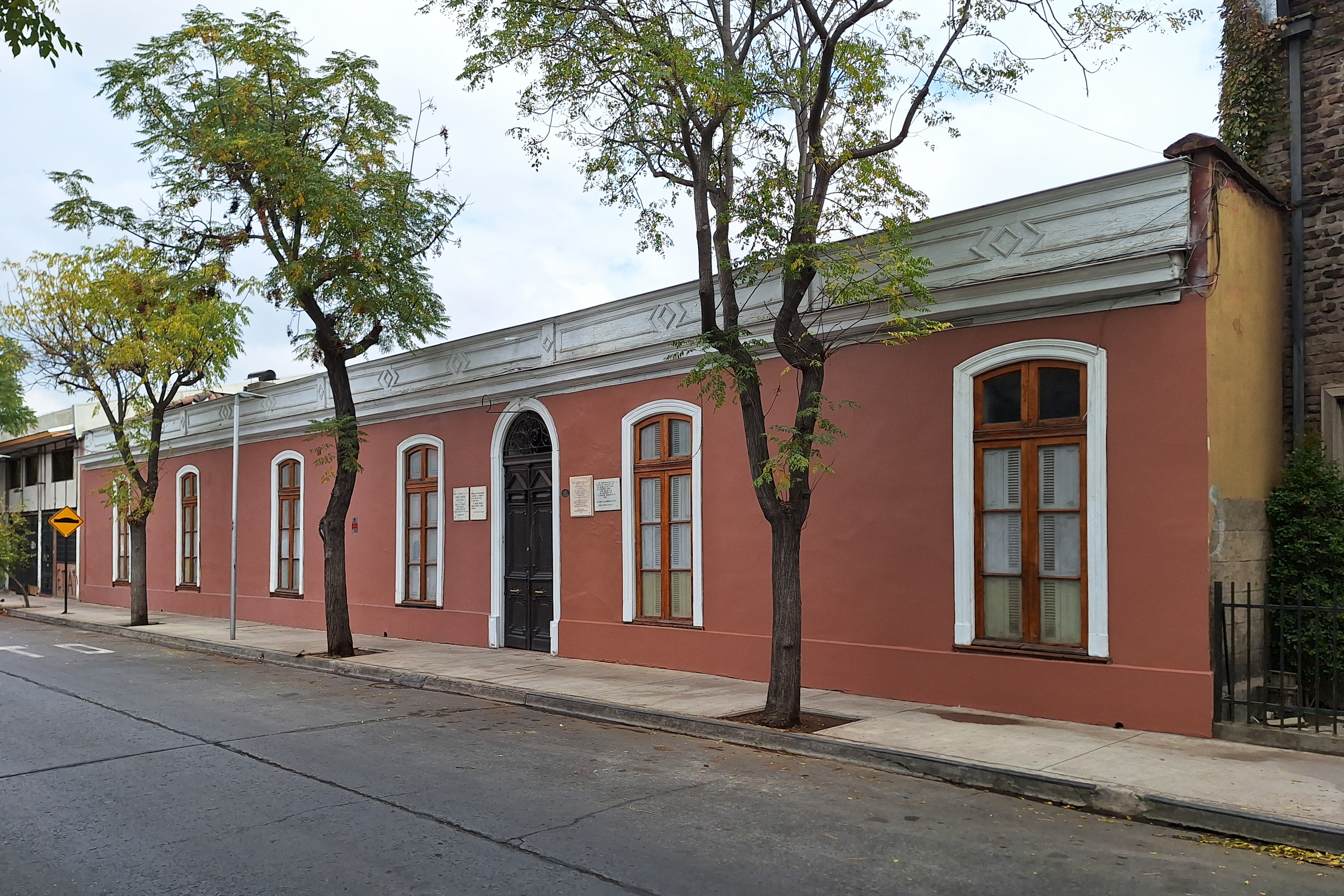
Casa de Ignacio Domeyko.

Otras tres empresas loteadoras comenzaron a vender sitios, que dieron paso a construcciones de un piso de adobe y teja, de estilo colonial con patios interiores. De forma inicial, el barrio apareció como una nueva población separada del Santiago colonial, y las nuevas calles formadas fueron conectando con las del sector centro de forma progresiva, ya que también fueron estructuradas en trazado en damero. Las primeras prolongaciones del trazado fueron las calles Catedral y Huérfanos, mientras que el camino de acceso a Santiago desde Valparaíso, la calle San Pablo, comenzó a acoger diversos negocios y bodegas debido su intenso tráfico de carretas.
A partir de 1870 llegaron a habitar al barrio Yungay familias acomodadas y un importante grupo intelectual contratado por el gobierno para el progreso científico y cultural de la república, de los que formaba parte Ignacio Domeyko. Esto contribuyó al interés de grupos de alto nivel social del centro de la ciudad a desplazarse a este sector residencial. Alrededor del barrio Yungay también comenzaron a construirse nuevos vecindarios, como al sector norte de calle San Pablo, qua acogió a gente de bajos ingresos, o en el sector de la calle Negrete, que a partir de fines del siglo xix albergó a las capas sociales más acomodadas, lo que dio origen al barrio Brasil. Mientras tanto, el sector de la avenida Matucana vio un desarrollo vinculado a la llegada del ferrocarril, desde la construcción de la estación Yungay del ferrocarril de Valparaíso a Santiago.

### Las migraciones delsigloXX
En 1940 se producen dos fenómenos que marcan un cambio absoluto en los habitantes de la ciudad. Se inician los loteos en la comuna de Providencia y se traslada la Escuela Militar a un predio del fundo San Luis. Estos hitos marcan el inicio de la expansión de la clase alta de Santiago hacia el oriente.
De esta manera y al igual que el Barrio República, el Barrio Yungay comenzó a vivir un progresivo éxodo de las familias más acomodadas que por tradición buscaban tener un hijo en las Fuerzas Armadas, quienes se ubicarían hacia el oriente de la ciudad. Sin embargo, el barrio no sería abandonado, sino que por el contrario, comenzaron a llegar nuevos habitantes quienes le han dado el sello especial por el cual este barrio es identificado.
Después del terremoto de 1985, la antigüedad de muchas construcciones y la falta de mantención por diversos motivos dañó muchas construcciones. Esto marcó un segundo cambio, esta vez menor y más progresivo, de habitantes de la comuna, el cual hasta 1990 generó un paulatino descenso de la población, lo cual llevó al alcalde de la época, Jaime Ravinet, a proponer un plan de reconversión urbana para la comuna con la construcción de grandes torres de departamentos. Sin embargo, fue insospechado el efecto que trajo una transformación urbana de ese tipo en un barrio de características tan peculiares históricamente.

## La defensa del Barrio Yungay

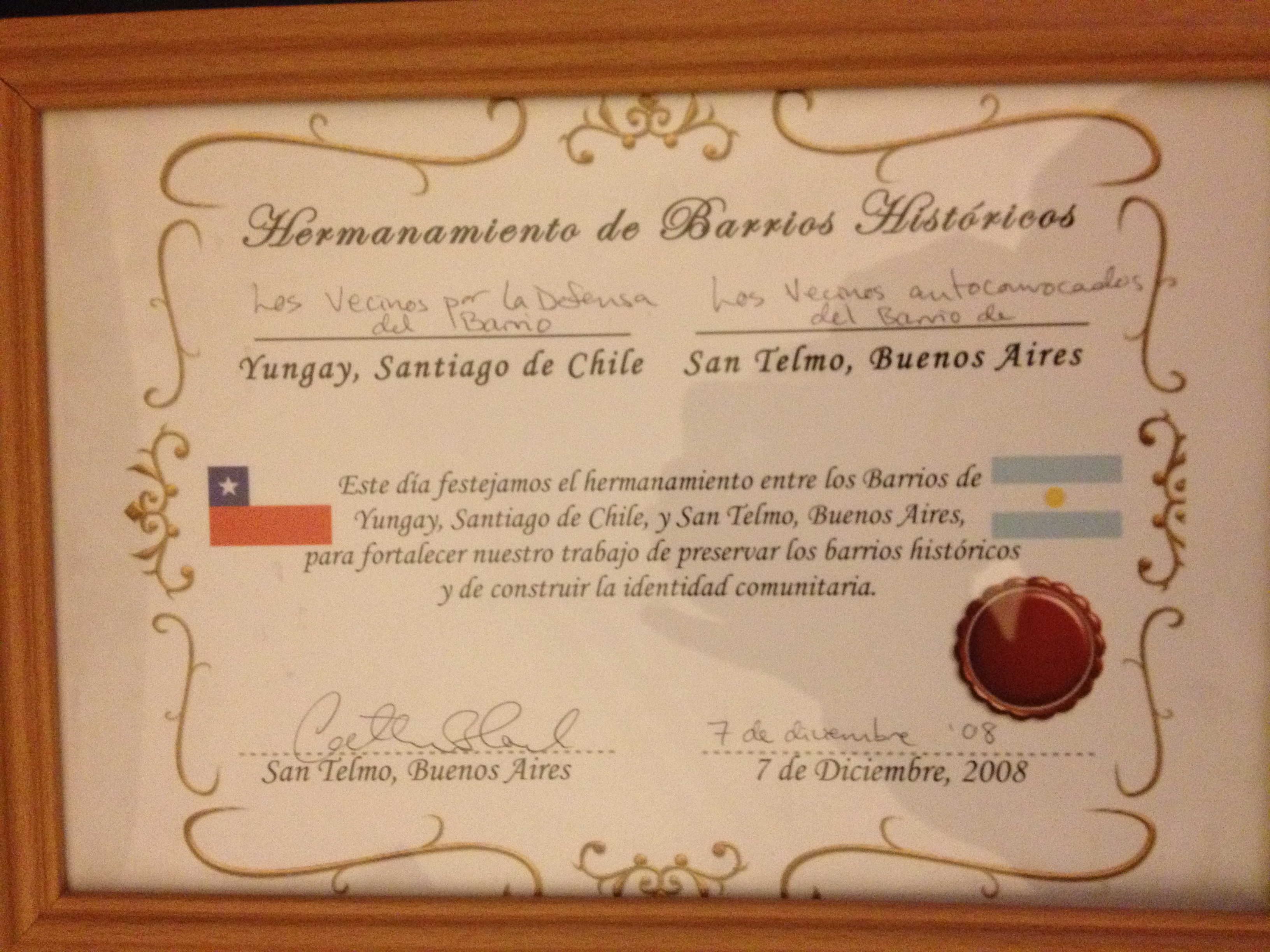
Hermanamiento de dos barrios históricos: San Telmo de Buenos Aires y Barrio Yungay.

A diferencia de otros barrios típicos de la ciudad que han quedado destruidos como entidades, los vecinos de este sector organizaron un Comité para conseguir que el barrio fuera reconocido como zona típica por el Consejo de Monumentos Nacionales, liderados por la historiadora, vecina y actual concejala de la comuna, Rosario Carvajal, lograron su objetivo en 2009. La lucha fue en respuesta al intento del municipio de modificar el Plan Regulador Comunal en el sector Parque Portales para construir edificios en altura imponiendo un modelo de ciudad donde la comunidad no tenía derecho a decidir sobre su entorno, sin embargo el éxito de este barrio tuvo repercusiones en muchos otros lugares con semejantes problemas.

Con el tiempo nos dimos cuenta que había gente orientada a lo mismo en todo el país. La idea de la fundación fue articular las iniciativas comunales a favor de la protección del patrimonio cultural a nivel regional y ayudar a que sean escuchadas.
Rosario Carvajal.

Se pasó de la protesta a la propuesta generando una experiencia inédita de participación ciudadana a través de una serie de instancias democráticas, como la realización de tres Cabildos barriales denominados “Por el Barrio que soñamos”, seminarios, festivales “por la defensa de nuestro patrimonio”, la celebración del “día del Roto chileno, el Roto Sudaca”, campeonatos deportivos, mingas barriales, medios de comunicación comunitarios, etc.

### Terremoto de 2010

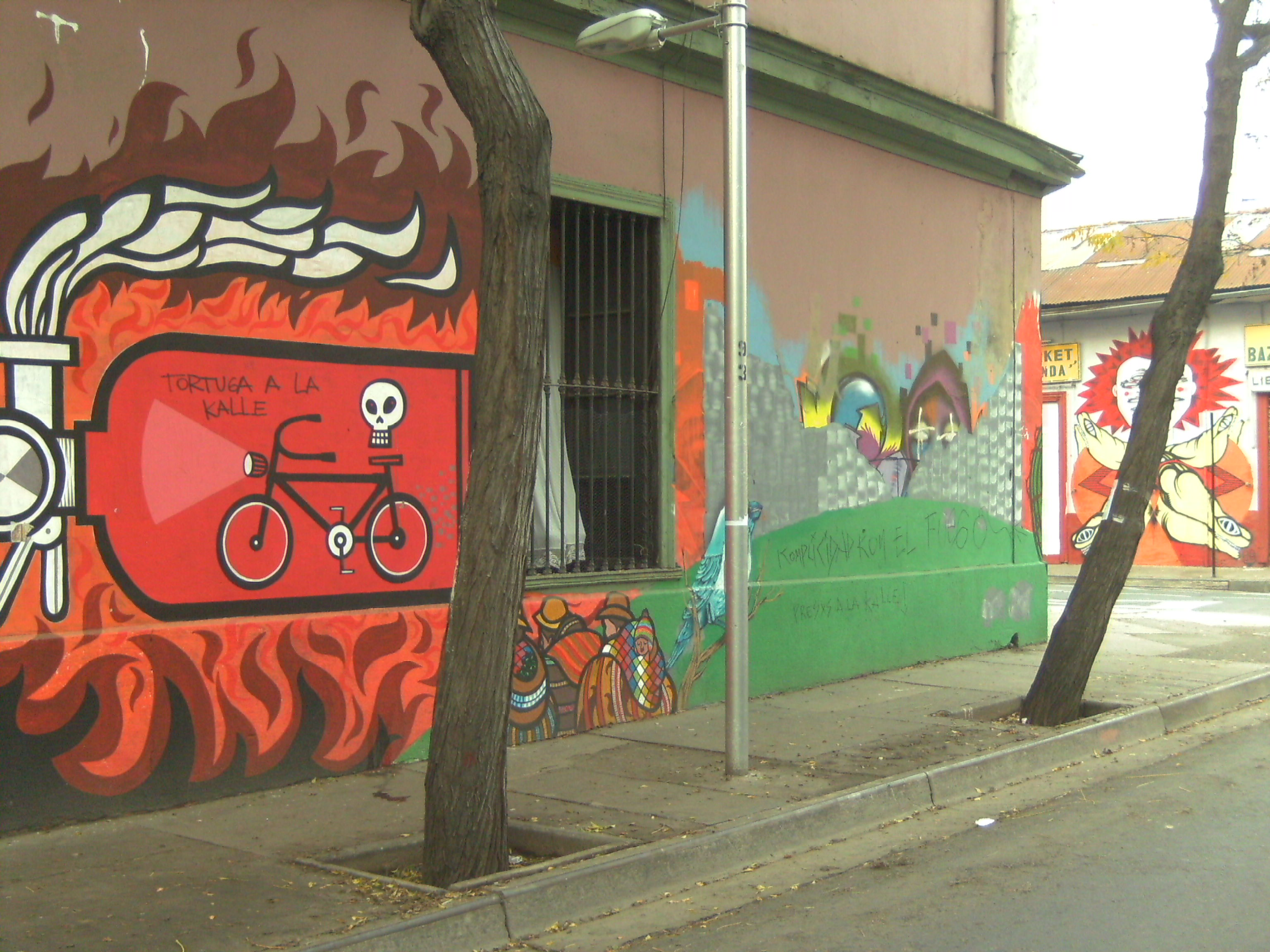
Paredes del sector están decoradas con pinturas murales.

Tras el terremoto del 27 de febrero de 2010, el Barrio Yungay y su organización ha sido ejemplo nacional de cómo enfrentar la catástrofe, constituyéndose a pocas horas las Brigadas de Emergencia Patrimonial que lograron enfrentar con cerca de 1.000 voluntarios las primeras horas de la emergencia. Gracias a la acción de la organización, no hubo ninguna demolición total y luego se desarrolló la campaña “Yo restauro mi Barrio”, con objeto de recuperar el patrimonio arquitectónico del barrio con "mingas" barriales (jornadas de trabajos voluntarios) y la creación de la Escuela Taller de Artes y Oficios Fermín Vivaceta. La respuesta vecinal de Yungay y de sus propios dirigentes, más allá de esperar la ayuda de la administración central, consolidan una identidad de barrio y de conservación de su patrimonio.

## Cultura
La mixtura de elementos logrados por las familias que habitan en el barrio, en el cual logran convivir personas de diversos orígenes y estatus socioeconómicos, han permitido que desde su nacimiento se destaque la cultura.
El Barrio Yungay ha sido cuna y desarrollo de hombres, mujeres y familias que han liderado el desarrollo educacional, cultural, político e institucional del país, personajes como Ignacio Domeyko, Domingo Faustino Sarmiento y Baldomero Lillo entre otros.

### Elementos y organizaciones destacadas
- Archivo Nacional de la Administración (Archivo Nacional)
- Biblioteca de Santiago
- Parque Portales
- Casa Chilota
- Casa de Orates
- Centro Cultural Espacio Gárgola
- Corporación Cultural Barrio Yungay
- Fuente Mardoqueo
- Hospedería San Rafael
- Hospedería Padre Álvaro Lavín del Hogar de Cristo, en la intersección de Avenida Mapocho con calle Esperanza
- Vecinos por la Defensa del Barrio Yungay
- Cités, Hurtado Rodríguez, Lucrecia Valdés de Barros y Adriana Cousiño
- Edificio de la ex Escuela Normal de Preceptoras
  - Departamento de Derechos Intelectuales
  - Museo de la Educación Gabriela Mistral
- Museo del Sonido
- Monumento al roto chileno del escultor Virginio Arias
- Museo de Arte Popular Americano Tomás Lago
- Museo de la Memoria y los Derechos Humanos
- Iglesia y Parroquia San Saturnino
- Peluquería Francesa - Boulevard Lavaud
- Teatro Novedades
- Novena Compañía de Bomberos de Santiago "Bomba Yungay"'
- Centro Comercial Nuevo Persa
- Corporación Cultural Espacio 330
- Residencia del presidente de la República Gabriel Boric Font

### El barrio en la literatura y el arte
El barrio fue retratado por la literatura en obras como Juana Lucero (1902) del novelista Augusto d'Halmar, La sangre y la esperanza (1943) de Nicomedes Guzmán, y Vidas mínimas de José Santos González Vera.
En Barrio Yungay, Imágenes de poesía (2012), libro de poemas de Miguel Alvarado Natali, canta y describe con vibrante ritmo la presencia y entorno de un barrio que nació para exaltar la legendaria figura del Roto chileno, describe y denuncia las precariedades de su sector.

### El barrio en el deporte
El barrio contó con su propio club de fútbol (llamado Banfield) que existió entre 1940 y 1978.